# Skollsåspussen
Skollsåspussen är en sjö i Torsby kommun i Värmland och ingår i Göta älvs huvudavrinningsområde.